# Тисса (царь)
Тисса (синг. තිස්ස; там. தீசன்) — правитель царства Тамбапанни. Пришёл к управлению государством путём заговора против брата Абхая. После переворота был назначен братьями регентом при племяннике Пандукабхае. Но потом, когда наследник провинился, братья сказали ему: «теперь ты отдаешь ему царство». Так Пандукабхая лишился прав на престол, а Тисса получил полную власть. Так продолжалось до его свержения в 437 г. до н. э. Был убит вместе со всеми братьями (за исключением Абхая) во время битвы при Лабугамака, в том же году.